# مستشفى هامدرياد الملكي
كان مستشفى هامدرياد الملكي مستشفى للبحارة وبعد ذلك مستشفى للأمراض النفسية في منطقة دوكلاندز في كارديف ، ويلز. كانت قد حلت محل سفينة مستشفى السفينة، اتش ام اس هامدرياد السابقة، في عام 1905. بعد إغلاقه في عام 2002 ، أعيد تطوير الموقع للاستخدام السكني.

## تاريخ

### مسشتفى السفينة

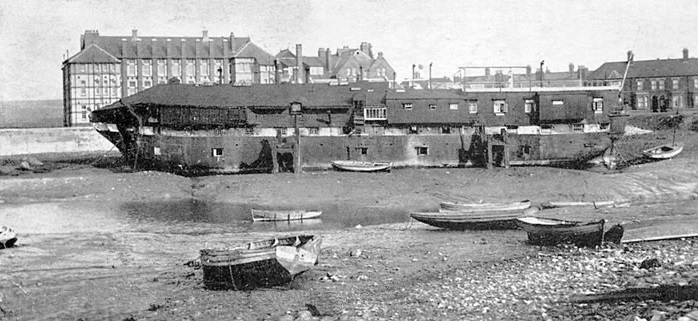
مستشفى السفينه السفينه أمام مبنى المستشفى الجديد (1904–1905)

في عام 1866 ، تم سحب فرقاطة عمرها 43 عامًا، اتش ام اس هامدرياد، من دارتموث إلى كارديف وتم تجهيزها كمستشفى سفينه بتكلفة 2791 جنيهًا إسترلينيًا. ذكر المسؤول الطبي للصحة في المدينة، الدكتور هنري باين، الحاجة إلى مستشفى للبحارة بسبب العديد من الأمراض التي جلبها البحارة من الخارج إلى الأرصفة. تم التبرع بقطعة أرض نفايات في كارديف دوكس تعرف باسم جزيرة الجرذان من قبل مركيز اوف بيوت وافتحت مستشفى السفينة للمرضى في نوفمبر 1866. في عامها الأول استقبلت 400 مريض وتم تمويل العلاج المجاني بضريبة قدرها شلن لكل مائة طن من الشحن في كارديف دوكس. كان من المقرر أن يظل مستشفى السفينة في هذا الموقع حتى عام 1905 ، عندما تم افتتاح مستشفى دائم. تم إعادة تعويم همدرياد وسحبها بعيدًا ليتم تفكيكها.

### منشأة دائمة

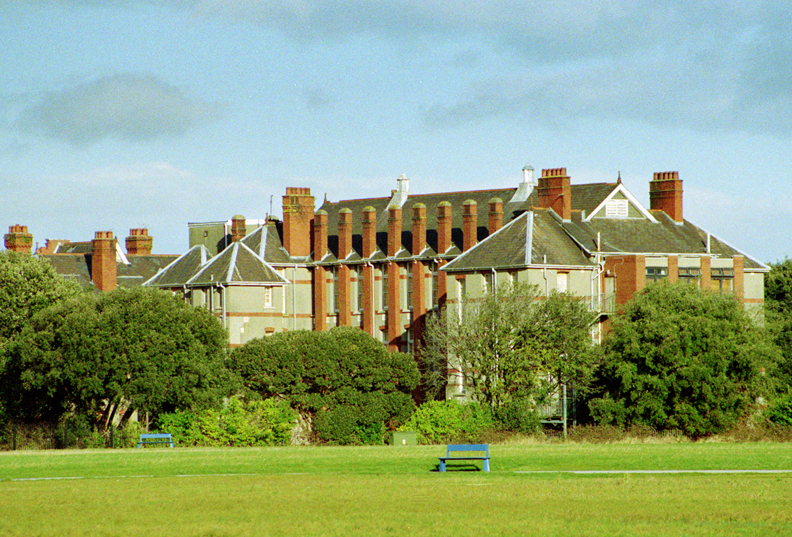
مستشفى همدرياد الملكي منظر خلفي (٢٠٠٧).

بمناسبة اليوبيل الماسي للملكة فيكتوريا في عام 1897 ، تم اتخاذ قرار لبناء مستشفى دائم للبحارة من الطوب وقذائف الهاون بالقرب من موقع مستشفى السفينة . بحلول ذلك الوقت، كان يتم علاج 10000 بحار (من المرضى الداخليين والخارجيين) كل عام. ترك ماركيز بوت، عند وفاته في عام 1900 ، 20000 جنيه إسترليني من تكلفة المبنى الجديد، وزاد ذلك من خلال اشتراكات إضافية قدرها 12000 جنيه إسترليني وعائدات البازار الذي جمع 4400 جنيه إسترليني. تم بناء مبنى مستشفى جديد تمامًا من الطوب الأحمر والحجر والطين مباشرة إلى الغرب من موقع السفينة، صممه EWM Corbett ، المهندس المعماري لممتلكات ماركيز بوت. وصف المؤرخ المعماري جون نيومان التصميم بأنه «أداء مفعم بالحيوية في أسلوب الملكة-آن-نائب الرئيس-اليعقوبي المفضل [لكوربت]». تم وضع حجر الأساس في 7 أغسطس 1902 من قبل مركيز بوت الرابع، نجل الموصي. تم تسمية المبنى الجديد باسم مستشفى الهمادرياد الملكي، وافتتحه المركيز في 29 يونيو 1905.
كان بالمستشفى 54 سريراً وإضاءة كهربائية ومرافق أشعة إكس. ظلت مستشفى البحارة (واحدة من اثنتين فقط في بريطانيا تقدم العلاج المجاني للبحارة حصريًا) حتى عام 1948. بعد تشكيل الخدمة الصحية الوطنية أصبحت مستشفى عام ثم منشأة للأمراض النفسية.
بعد نقل 30 مريضًا من مرضى الصحة العقلية الباقين إلى مستشفى سانت ديفيد الذي افتتح حديثًا في كانتون، تم إغلاق المستشفى أخيرًا في عام 2002.

### إعادة التطوير
لا تزال بعض المباني في الموقع قيد الاستخدام كمركز رعاية نهارية للصحة العقلية. تمت الموافقة على الموافقة التخطيطية لبناء مساكن في موقع المستشفى القديم. في عام 2015 ، أوصت لجنة التخطيط في مجلس كارديف بتقديم طلب تخطيط لبناء مجمع سكني به منازل ميسورة التكلفة. كان من المقرر أن تنتقل Ysgol Hamadryad ، وهي مدرسة ابتدائية متوسطة في ويلز ، إلى الموقع في عام 2017 ،  لكنها انتقلت إلى مبنى جديد في الموقع في يناير 2019.